# Nepal Railways
Непальские железные дороги (Nepal Railways Corporation Ltd., NRC, непальск. नेपाल रेल्वे) — государственная компания, в ведении которой находятся железные дороги Непала.
В стране действует две железнодорожные линии: Раксаул — Сирсия и Джайнагар — Джанакпур. Первая имеет длину 6 км и соединяет город Раксаул в штате Бихар (Индия) с контейнерным складом в непальской деревне Сирсия вблизи Бирганджа. В основном линия используется для грузовых перевозок и является важной транспортной магистралью для импорта. Вторая линия имеет длину 28 км и связывает индийский Джайнагар с непальским Джанакпуром. Она используется главным образом для пассажирских перевозок.
Столица страны Катманду не имеет железнодорожного сообщения.

## История
Первая железная дорога в Непале, Nepal Government Railway (NGR), была построена британцами в 1927 году в период правления семьи Рана. Она принадлежала правительству и представляла собой узкоколейную железную дорогу с шириной колеи 762 мм (2 фута 6 дюймов). Линия соединяла Раксаул в Британской Индии с Амлехганджем в Королевстве Непал. Длина линии составляла 39 км и позволяла жителям разных районов страны добираться до Амлехганджа и доставлять тяжёлые грузы в Бхимпхеди. В то время из Бхимпхеди можно было добраться до Катманду пешком. NGR владела семью паровозами, 12 пассажирскими и 82 грузовыми вагонами. Локомотивный парк составляли паровозы системы Гаррат производства британской компании Beyer, Peacock and Company.
В 1937 году британцы построили вторую железную дорогу в стране, Nepal Janakpur Jaynagar Railway (NJJR), связавшую непальский Джанакпур и индийский Джайнагар. Она имела ту же ширину колеи, что и NGR, и протяжённость 45 км. Её основным предназначением являлась доставка древесины из в то время богатых лесами районов в окрестностях Джанакпура в Британскую Индию. Позднее линия была продолжена до Биджалпуры.
Линия от Раксаула до Амлехганжа работала до 1965 года. Её закрыли после постройки шоссе Трибхуван, соединившего Раксаул с Катманду. Впоследствии узкоколейная дорога была заменена Индийскими железными дорогами на путь с шириной колеи 1676 мм (5 футов 6 дюймов) для доступа к контейнерному терминалу в Сирсии. Линия полностью введена в эксплуатацию в 2005 году, хотя некоторые участки использовались с 2002 года. По дороге доставляются контейнеры и другие грузы из порта Калькутты и других мест Индии. Сирсия является важной перевалочной базой для импорта в Китай, а также играет значительную роль в торговле Непала. Сирсия находится в 700 км от Калькутты по железной дороге.
В 2001 году, после размыва железнодорожной насыпи и разрушения двух мостов, участок железной дороги длиной 22 км между Джанакпуром и Биджалпурой был закрыт. Оставшаяся линия Джанакпур — Джайнагар была переведена на широкую колею 1676 мм в 2018 году, планируется её продолжение до Бардибаса.

## Перспективы развития
К 2018 году находятся в стадии строительства или запланированы следующие линии:
- Джанакпур — Бардибас: продолжение линии Джайнагар — Джанакпур[3].
- Раксаул — Катманду: Непал и Индия договорились о строительстве железнодорожной линии, соединяющей Раксаул с Катманду, во время визита премьер-министра Непала Шармы Оли в Индию[10]. Группа технических специалистов посетила Катманду для изучения проекта, готовится технико-экономическое обоснование. Конечной точкой маршрута определена деревня Чобхар, длина дороги составит 113 км[11].
- Лумбини — Хетауда — Джанакпур: участок должен стать первым железнодорожным маршрутом, который свяжет восточные и западные районы Непала.
- Нью-Джалпайгури (Индия) — Какарбхитта (Непал).
- Джогбани (Индия) — Биратнагар (Непал)[12].
- Наутанва (Индия) — Сиддхартханагар (Непал)
- Непалгандж-Роуд (Индия) — Непалгандж (Непал)
- Китайско-непальская железная дорога. Правительство Шармы Оли предложило построить линию, соединяющую Индию с Лхасой в Тибете через Катманду. В ноябре 2017 года китайские СМИ сообщили о прибытии делегации китайских железнодорожных экспертов в Непал. Китайские эксперты обсудили возможность железнодорожного сообщения между Китаем и Непалом[13]. Обе стороны достигли соглашения по деталям строительства железной дороги в августе 2018 года[14]. На линии планируется использовать стандартную колею[15].